# Sidney Bechet
Sidney Bechet (14. května 1897, New Orleans – 14. května 1959, Paříž) byl americký jazzový saxofonista, klarinetista a hudební skladatel. Vedle Jelly Roll Mortona a Louise Armstronga byl jedním z nejdůležitějších sólistů raného jazzu. Širší slávu získal ovšem až koncem 40. let 20. století. Působil i Francii, kde zemřel na rakovinu plic.